# 레반토

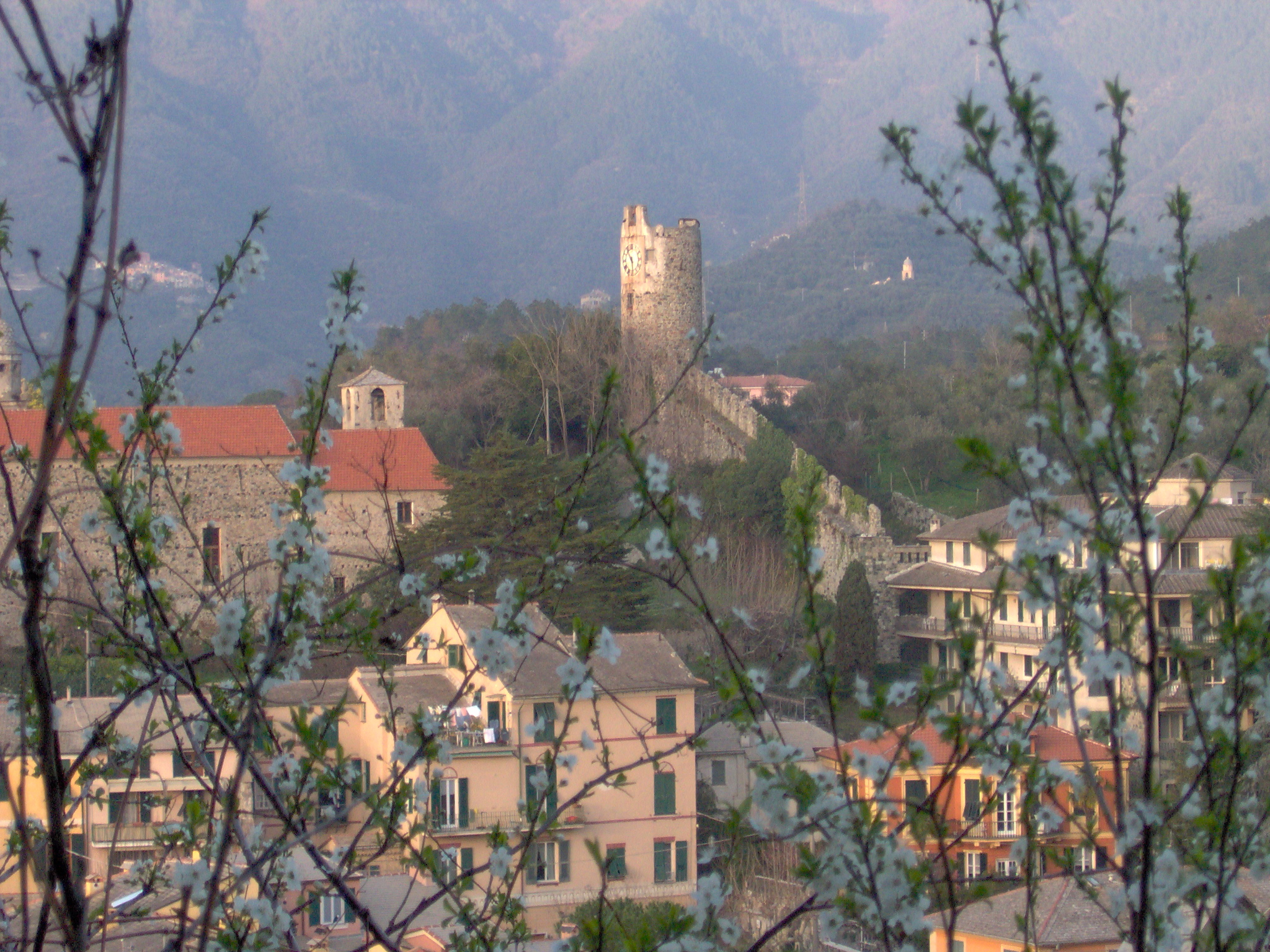
레반토의 요새

레반토(이탈리아어: Levanto)는 이탈리아 리구리아주 라스페치아도에 위치한 코무네로 면적은 38.0km2, 높이는 4m, 인구는 5,597명(2008년 12월 31일 기준), 인구 밀도는 150명/km2이다. 지중해 연안과 접하며 제노바에서 남동쪽으로 약 60km, 라스페치아에서 북서쪽으로 약 20km 정도 떨어진 곳에 위치한다.